# FaceBreaker
FaceBreaker (también llamado FaceBreaker K.O. Party en la versión para Wii) es un videojuego de lucha creado por los desarrolladores de Fight Night, EA Canadá. Fue lanzado para PlayStation 3, Wii y Xbox 360 y anunciado el 30 de enero de 2008 por 1UP.com. El juego salió a la venta el 4 de septiembre de 2008 y en octubre de ese mismo año ya se habían vendido 52.000 unidades del juego para las plataformas Xbox 360 y PlayStation 3. EA anunció en enero de 2010 que cerraría los servicios en línea para este juego el 2 de febrero de 2010.

## Juego
FaceBreaker tiene un estilo artístico basado en las caricaturas (similar al de Punch-Out!! y Ready 2 Rumble Boxing) y permite que los jugadores rompan las caras de sus oponentes gracias a la característica de «deformación facial en tiempo real». Este juego también utiliza la tecnología de captura de imagen del rostro como Tiger Woods PGA Tour que permite al jugador capturar su propia imagen utilizando periféricos como la Cámara de visión Xbox Live y el PlayStation Eye. El juego también incluye un modo de juego tipo torneo para participar con amigos.

## Marketing
El 9 de febrero de 2008, GameTrailers estrenó el tráiler de la Premier Exclusiva del Debut Mundial.

## Recepción
X-Play G4 dio al juego una puntuación de uno sobre cinco, citando que la ruptura de I.A. es tan difícil de alcanzar que hace prácticamente imposible jugar. IGN.com lo calificó con un 5 sobre 10. Sin embargo Game Informer dio al juego una puntuación bastante positiva (un 7.75 sobre 10).
Aaron Thomas de gamespot.com dio al juego una crítica pobre puntuándolo con un 3.5/10. Thomas sintió que el juego tenía como características una «I.A.  pobre», «muy pocos modos de juego.» También dijo del juego que «Parece muy bueno, y las profundas opciones de personalización significan que nunca querrás nuevas peleas… Sin embargo, desafortunadamente, no hay nada divertido que hacer con tu boxeador».
La crítica de Matt Cabral de este juego para la Xbox 360 en teamxbox fue en general favorable, puntuándolo con un 7 sobre 10.